# الدين في الاتحاد الأوروبي

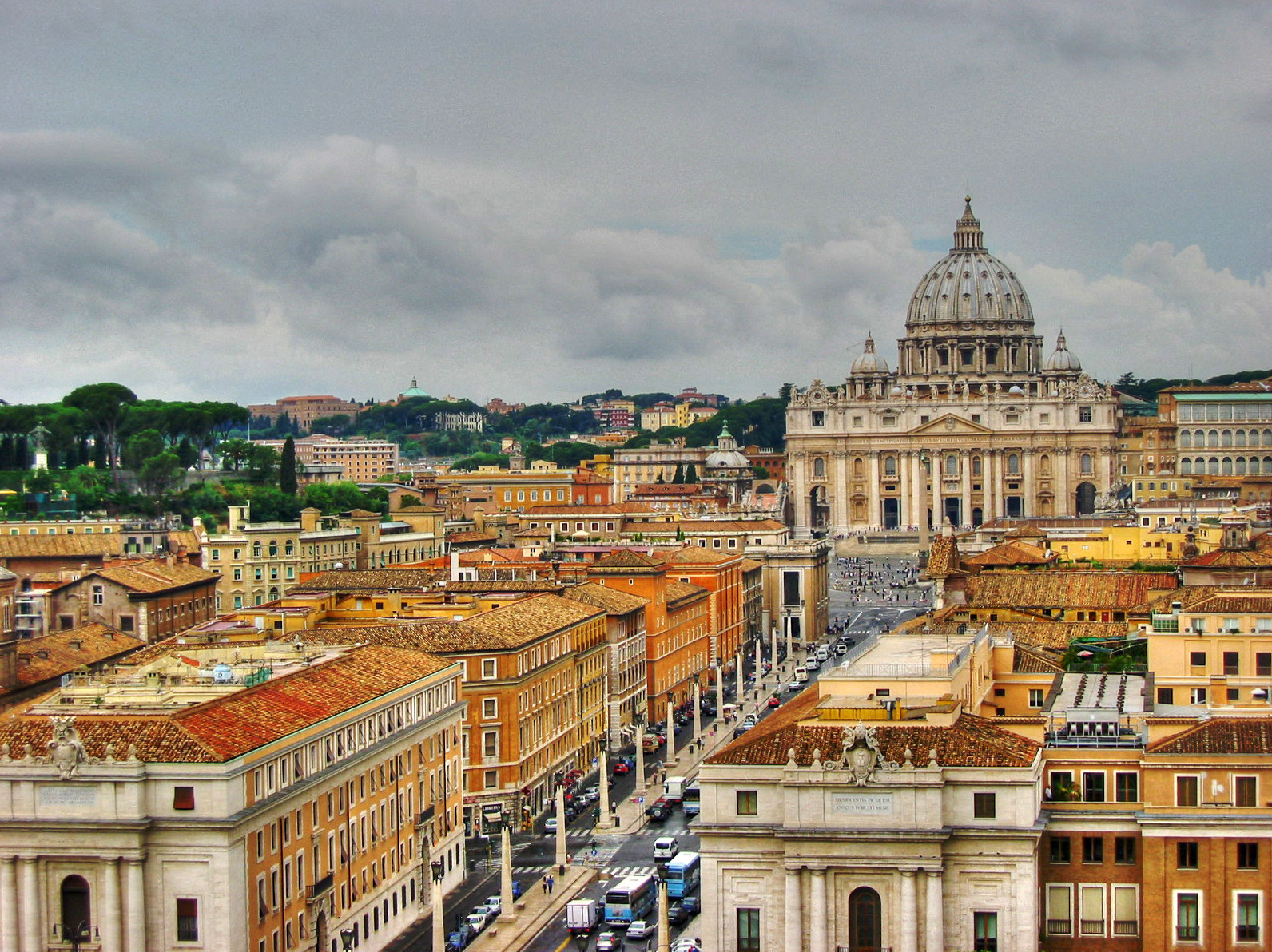
كاتدرائية القديس بطرس في روما ، إيطاليا

التعريف الذاتي حسب الدين في الاتحاد الأوروبي (2012)
الدين في الاتحاد الأوروبي هي مسألة مختلفة في مستويات الاعتقاد في جميع الدول الأعضاء في الاتحاد الأوروبي. تُعد المسيحية أكبر ديانة في الإتحاد الأوروبي، فاستنادًا إلى احصائية يوروباروميتر لعام 2012 يُشكّل المسيحيين حوالي 72% من سكان الاتحاد الأوروبي. الكاثوليك هم أكبر جماعة دينية في الاتحاد الأوروبي ويشكلون نسبة 48% من مجمل السكان، أما البروتستانت يشكّون 12%، بينما الأرثوذكس 8%، أما المسيحيين من الطوائف الأخرى يمثلون 4% من سكان الاتحاد الأوروبي. وبمثل المسلمين حوالي 2%، في حين أنّ الملحدين واللادينين يمثلون نسبة 23% من سكان الاتحاد الأوروبي. وتصل أعداد اليهود إلى مليون نسمة.
في استطلاع يوروباروميتر عام 2005 وجدت أن في المتوسط، 52% من مواطني دول الاتحاد الأوروبي أنهم «يؤمنون بالله»، و27% يعتقدون أن هناك نوعًا من قوة روح أو حياة أو اله، بينما 18% لا يعتقدون هناك هو أي نوع من روح الله أو قوة الحياة. وامتنع 3% عن الإجابة. وفقا لدراسة حديثة (دوغان، ماتي، والمعتقدات الدينية في أوروبا: عوامل التدهور السريع)، على الرغم من وجود انخفاض في التدين، وحضور الكنيسة في أوروبا الغربية (الدنمارك خصوصًا، بلجيكا، فرنسا، ألمانيا وهولندا والسويد)، ولكن هناك زيادة في أوروبا الشرقية، خصوصًا في اليونان ورومانيا. تؤخذ استطلاع يوروباروميتر بحذر، إذ أن هناك اختلافات بينها وبين نتائج التعداد الوطني الرسمي. على سبيل المثال في المملكة المتحدة، كشف تعداد عام 2001 أكثر من 70% من السكان يعتبرون أنفسهم «مسيحيين» مع 15% هم من فئة الملحدين واللاأدريين واللادينيين. وتختلف هذه النسبة مثلًا عن استطلاع يوروباروميتر.
بعض الدول الأوروبية وفقًا لمسح القيم العالمية وجدت انخفاض طفيف في الايمان بالله بين الأعوام 1981 و1999، على حد سواء بالنسبة للبلدان المتدينة تقليديًا (إسبانيا: من 86.8% إلى 81.1%، أيرلندا من 94.8% إلى 93.7%). وتظهر بعض البلدان مع ذلك زيادة الايمان بالله خلال هذه الفترة، إيطاليا من 84.1% إلى 87.8%، والدنمارك من 57.8% إلى 62.1%. رومانيا ومالطا هي الدول الأكثر تدينًا واستونيا وجمهورية التشيك هي الدول الأقل تدين في الاتحاد الأوروبي.